# Chiesa di San Salvatore in Onda
La chiesa di San Salvatore in Onda è un luogo di culto cattolico di Roma situato in via dei Pettinari, nel rione Regola.

## Storia
Chiesa di origine antiche, risalente alla fine dell'XI secolo o gli inizi del XII, è menzionata per la prima volta in una bolla di papa Onorio II del 1127, la quale, fra i sacerdoti romani, nomina un presbiter Crescentius Salvatoris in Unda (il sacerdote Crescenzio di Salvatore in Onda). Questo appellativo deriva dalle innumerevoli inondazioni del Tevere che interessarono in passato la zona e la chiesa.
Nel 1445 la chiesa ed il convento annesso furono concessi da papa Eugenio IV ai Frati Minori Conventuali, mentre il 14 agosto 1844 Gregorio XVI concesse il tutto a Vincenzo Pallotti per la comunità religiosa da lui fondata.
In seguito a questo passaggio di proprietà, la chiesa, che aveva già subito un radicale restauro nel XVIII secolo con l'innalzamento del pavimento, subì ulteriori rifacimenti, ad opera dell'architetto Luca Carimini, che riportò alla luce le colonne ed i capitelli della struttura primitiva.

## Descrizione

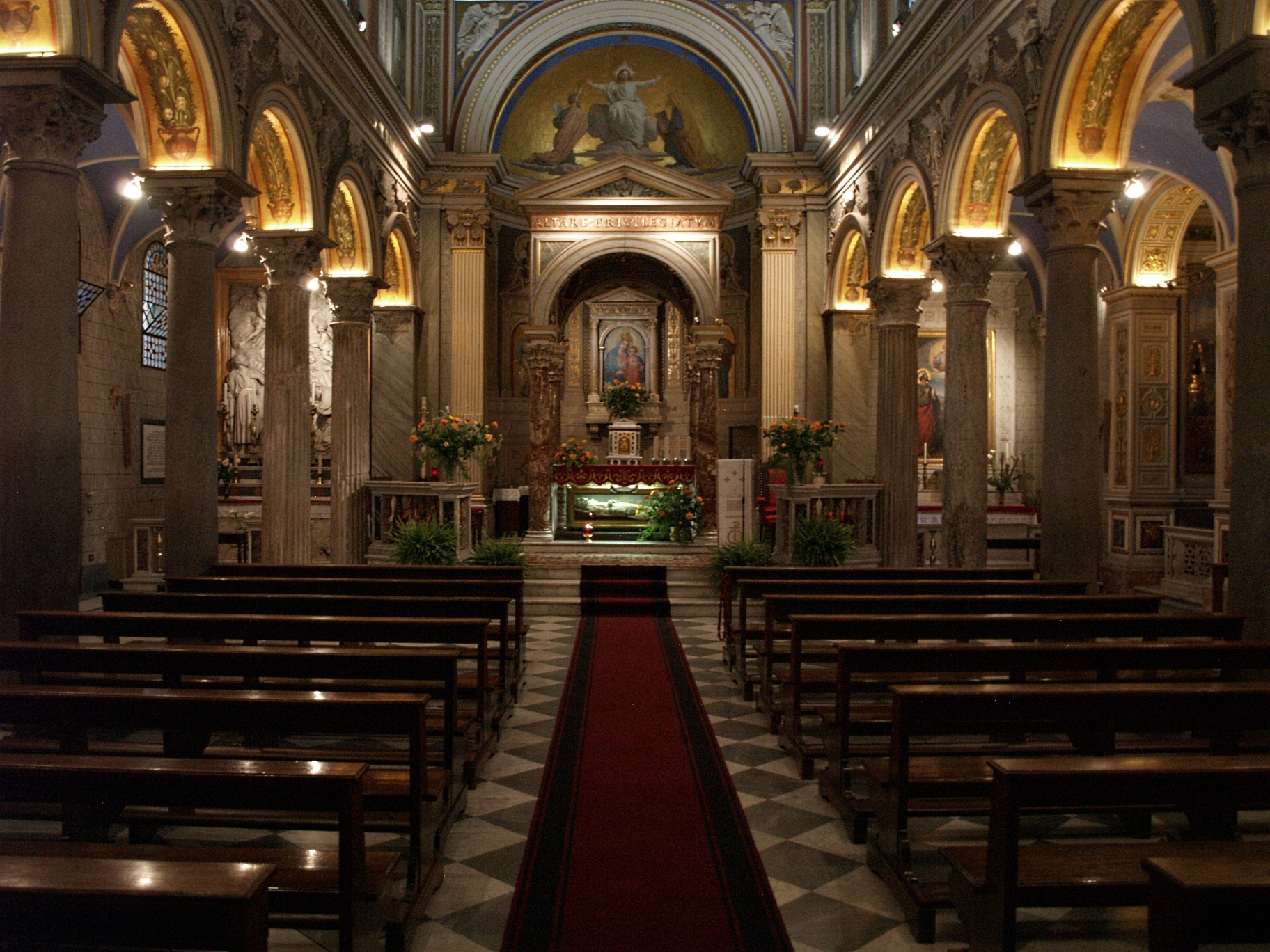
L'interno

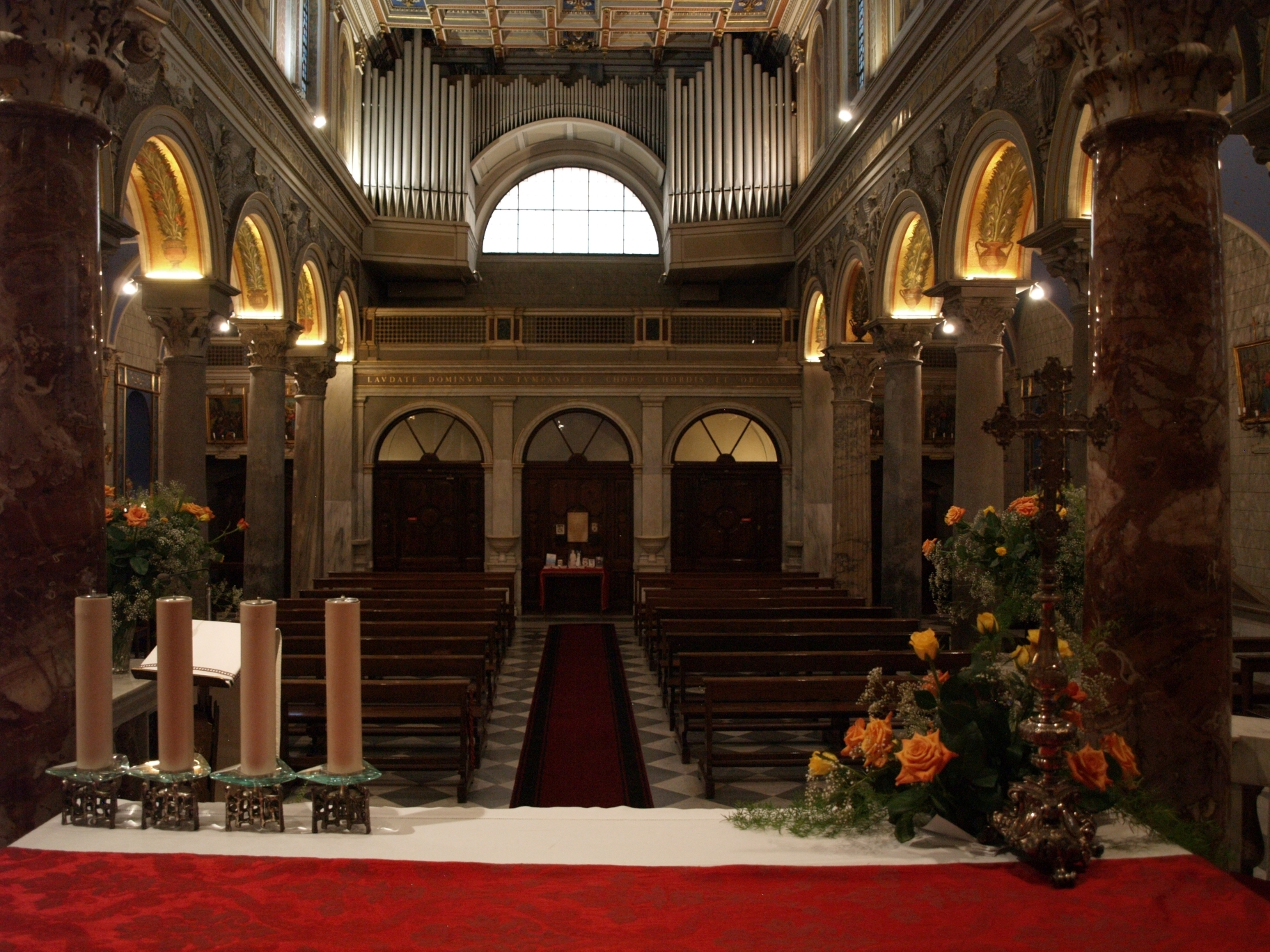
La navata centrale e la controfacciata

La chiesa è a tre navate divise da 12 colonne. Al centro dell'abside si trova la Madonna col bambino di Cesare Mariani (1878); nell'altare maggiore è collocata l'urna di San Vincenzo Pallotti. In un altare laterale è collocata la Virgo Potens, immagine donata dalla beata Elisabetta Sanna (morta nel 1857 e sepolta nella chiesa). Sulla cantoria in controfacciata si trova l'organo a canne Tamburini opus 280, costruito nel 1949; a trasmissione elettrica, dispone di 23 registri su due manuali e pedale.
Sotto il presbiterio c'è la cripta, di origini medievali, facente parte della primitiva chiesa: essa è a pianta rettangolare e a tre piccole navate divise da colonne romane con volte a crociera; un grande capitello corinzio funge da altare

## Sepolture nella Chiesa
- Cesare Macchiati, medico
- Elisabetta Sanna, sposa e madre
- Malatesta Strinati, detto Licida Orcomenio, letterato
- Vincenzo Pallotti, sacerdote